# Клинтон (Тенеси)
Клинтон (енгл. Clinton) град је у америчкој савезној држави Тенеси.

## Демографија
По попису из 2010. године број становника је 9.841, што је 432 (4,6%) становника више него 2000. године.
| Група             | 2000.         | 2010.         |
| Белци             | 8.927 (94,9%) | 9.225 (93,7%) |
| Афроамериканци    | 256 (2,7%)    | 199 (2,0%)    |
| Азијати           | 36 (0,4%)     | 50 (0,5%)     |
| Хиспаноамериканци | 80 (0,9%)     | 168 (1,7%)    |
| Укупно            | 9.409         | 9.841         |